# Montou
Montou est le dieu de l’antique ville d'Hermonthis , (nome de Thèbes), lié à l’origine au culte du soleil et dieu faucon de Thèbes où il était vénéré en tant que dieu de la guerre et protecteur des armes. Son nom signifie « nomade ». Au cours de la période ptolémaïque il fut associé par les Grecs à Apollon.

## Nom
Le nom de Montou est techniquement translittéré en Mnṯw (signifiant « Nomade »). En raison de la difficulté de transcrire les voyelles égyptiennes, il est souvent transcrit en français sous la forme Montou, Mentou, Monthou, Montjou, Ment ou Menthou, (évent. Montoz (géo.)).

## Rôle et caractéristiques

### Rôle
Dieu très ancien, Montou était à l'origine une manifestation de l'effet brûlant de Rê, le soleil - et en tant que tel, il apparaissait souvent sous le nom de Montou-Rê. Le caractère destructeur de cette caractéristique l'a conduit à acquérir les caractéristiques d'un guerrier et à devenir un dieu de la guerre très vénéré. La guerre et le combat sont associés dans la pensée mythique égyptienne, à la création du monde, ou à sa transformation.
Les Égyptiens pensaient que Montou s'attaquerait aux ennemis de Maât (c'est-à-dire de la vérité, de l'ordre cosmique) tout en inspirant, dans le même temps, de glorieux exploits guerriers. Il est possible que Montou-Rê et Atoum-Rê aient symbolisé les deux royautés, respectivement, de la Haute et de la Basse-Égypte. Lorsqu'il était associé à Horus, l'épithète de Montou était « Horus du bras fort ».
En raison de l'association des taureaux enragés avec la force et la guerre, les Égyptiens croyaient également que Montou se manifestait sous la forme d'un taureau blanc au museau noir nommé Boukhis (hellénisation de l'original Bakhâ : un taureau vivant vénéré en Hermonthis) - au point que, à la Basse époque (VIIe siècle-IVe siècle av. J.-C.), Montou était également représenté avec une tête de taureau. Ce taureau sacré spécial avait des dizaines de serviteurs et portait des couronnes et des vêtements précieux.
Montou avait plusieurs épouses :
- la déesse Râttaouy[6], une forme féminine de Rê ;
- la déesse Iounyt[8], dont le nom signifie Celle d'Iouny, nom égyptien d'Hermonthis ;
- la déesse Tenenet[9].

### Iconographie
Dans l'art égyptien, Montou était représenté comme un homme à tête de faucon ou de taureau, la tête surmontée du disque solaire (en raison de son lien conceptuel avec Rê) et de deux plumes. Le faucon était un symbole du ciel et le taureau un symbole de force et de guerre. Il pouvait également manier diverses armes, comme une épée courbe, une lance, un arc et des flèches, ou des couteaux, cette iconographie militaire était très répandue dans le Nouvel Empire (XVIe siècle-XIe siècle av. J.-C.).

### Dieu tutélaire de la région thébaine
Il était également vénéré comme l'un des patrons de la ville de Thèbes et de ses forteresses. Ainsi, des rois des XIe et XVIe dynastie, originaires de cette ville, honorent Montou dans leur propre nom de Sa-Rê : près de six rois portent le nom de Montouhotep, signifiant « Montou est satisfait », un roi porte le nom de Montouhotepi, signifiant également « Montou est satisfait », et un roi porte le nom de Montouemsaf, signifiant « Montou est sa protection ». En plus d'être des rois originaires de région thébaine, le contexte guerrier de ces règnes — lutte contre les rois hérakléopolitains pour la XIe dynastie, lutte contre les Hyksôs pour la XVIe dynastie — joue également un rôle dans le choix d'honorer cette divinité dans le nom même du roi.

## Montou et les rois guerriers
Le culte de ce dieu militaire jouit d'un grand prestige sous les rois de la XIe dynastie, dont l'expansionnisme et les succès militaires conduisent, vers 2055 av. J.-C., à la réunification de l'Égypte, à la fin d'une période de chaos connue aujourd'hui sous le nom de Première Période intermédiaire, et à une nouvelle ère de grandeur pour le pays. Cette partie de l'histoire égyptienne, connue sous le nom de Moyen Empire (vers 2055-1650 av. J.-C.), est une période au cours de laquelle Montou assume le rôle de dieu suprême, avant d'être progressivement dépassé par l'autre dieu thébain Amon, destiné à devenir la divinité la plus importante du panthéon égyptien.
À partir de la XIe dynastie, Montou est considéré comme le symbole des rois en tant que souverains, conquérants et vainqueurs, ainsi que comme leur inspirateur sur le champ de bataille. Les armées égyptiennes étaient surmontées des insignes des « quatre Montou » (Montou de Thèbes, d'Hermonthis, de Médamoud et de Tôd : les principaux centres de culte du dieu), tous représentés en train de piétiner et de transpercer les ennemis avec une lance dans une pose pugnace classique. Une hache de combat cérémoniale, appartenant au mobilier funéraire de la reine Iâhhotep II, grande épouse royale du roi guerrier Ouadjkheperrê Kames (vers 1555-1550 av. J.-C.), qui vécut tout à la fin de la XVIIe dynastie, représente Montou sous la forme d'un fier griffon ailé : une iconographie clairement influencée par la même origine syriaque qui a inspiré l'art minoen.
Les plus grands rois généraux d'Égypte se sont appelés « Taureau puissant », « Fils de Montou », « Montou est avec son bras droit fort » (Montouherkhépeshef : qui était aussi le prénom d'un fils de Ramsès II, d'un de Ramsès III et d'un de Ramsès IX. Thoutmôsis III (vers 1479-1425 av. J.-C.), le « Napoléon d'Égypte », était décrit dans l'Antiquité comme un « Montou vaillant sur le champ de bataille ». Une inscription de son fils Amenhotep II (1427-1401 av. J.-C.) rappelle que le roi de dix-huit ans était capable de tirer des flèches à travers des cibles en cuivre tout en conduisant un char de guerre, commentant qu'il avait l'habileté et la force de Montou. Le petit-fils de ce dernier, Amenhotep III (vers 1388-1350 av. J.-C.), s'appelait lui-même « Montou des souverains » malgré son propre règne pacifique. Dans le récit de la bataille de Qadesh (vers 1274 av. J.-C.), Ramsès II — qui s'appelait fièrement « Montou des Deux Terres » — aurait vu l'ennemi et « se serait déchaîné contre lui comme Montou, Seigneur de Thèbes » :

« [...] sa majesté passa la forteresse de Tjarou, comme Montou quand il sort. Tous les pays tremblaient devant lui, la peur était dans leurs cœurs [...] La bonne garde dans la vie, la prospérité et la santé, dans la tente de sa majesté, était sur le haut plateau au sud de Qadesh. Lorsque sa majesté apparut comme le lever de Rê, il prit les parures de son père, Montou. [...] »

— Bulletin de la bataille de Kadesh.

## Lieux de culte
Son lieu de culte est la région thébaine où plusieurs sanctuaires lui sont consacrés :
- le temple d'Erment où il a pour parèdres les déesses Iounyt (Heermonthis se disait en ancien égyptien Iouny, le nom de Iounyt signifiant donc Celle d'Iouny) et Râttaouy ;
- le temple de Tôd, où il a pour parèdre la déesse Râttaouy ;
- le temple de Karnak nord, où il a pour parèdre la déesse Râttaouy ;
- le temple de Médamoud, relié au précédent par un canal, où il forme la Triade de Médamoud avec Râttaouy et Harparê.

## Galerie

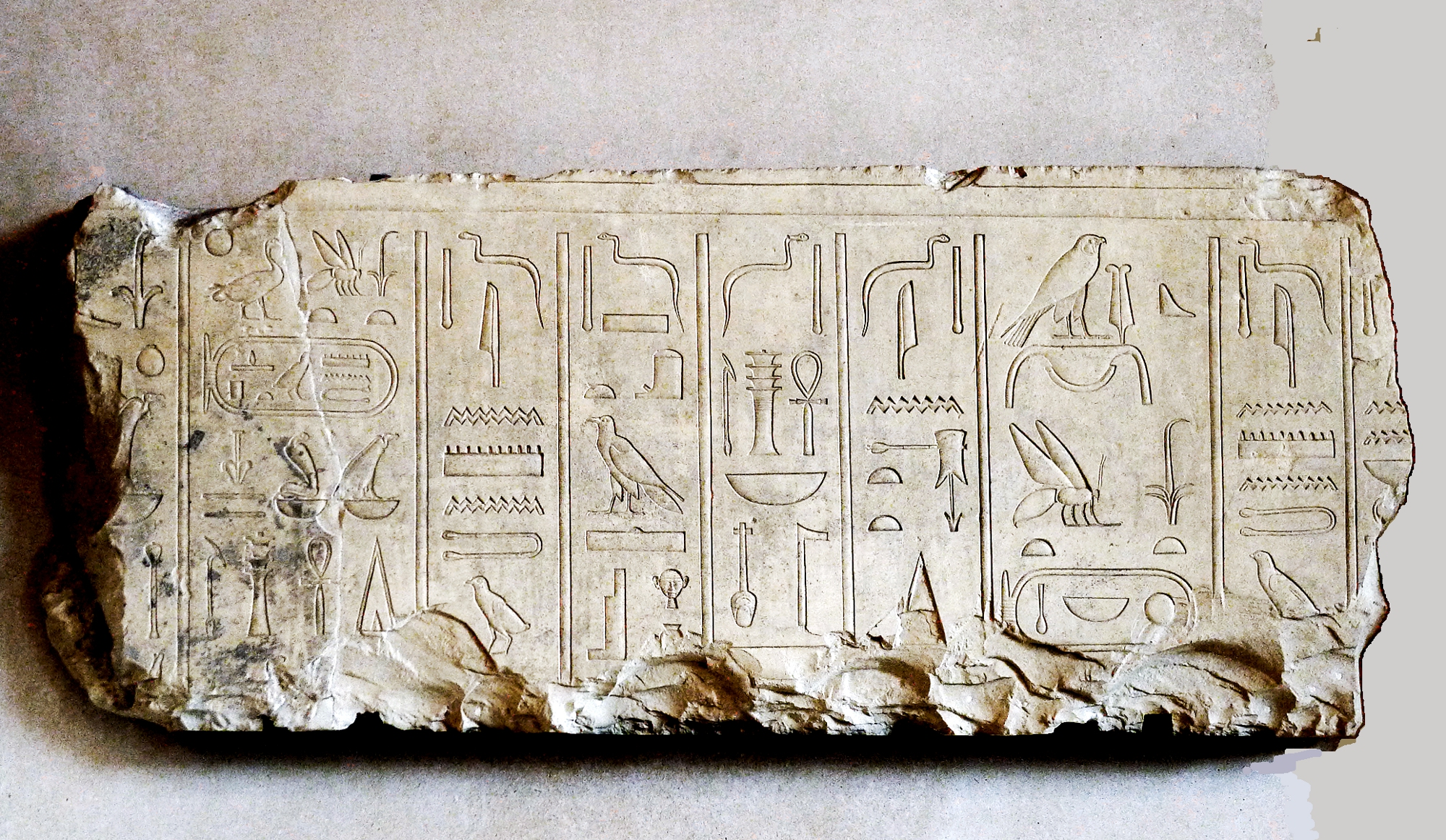
Linteau d'une porte du temple de Montou à Tôd (règne de Nebhépetrê Montouhotep, XIe dynastie) ; le texte mentionne le dieu Montou et la déesse Satis - (Louvre).
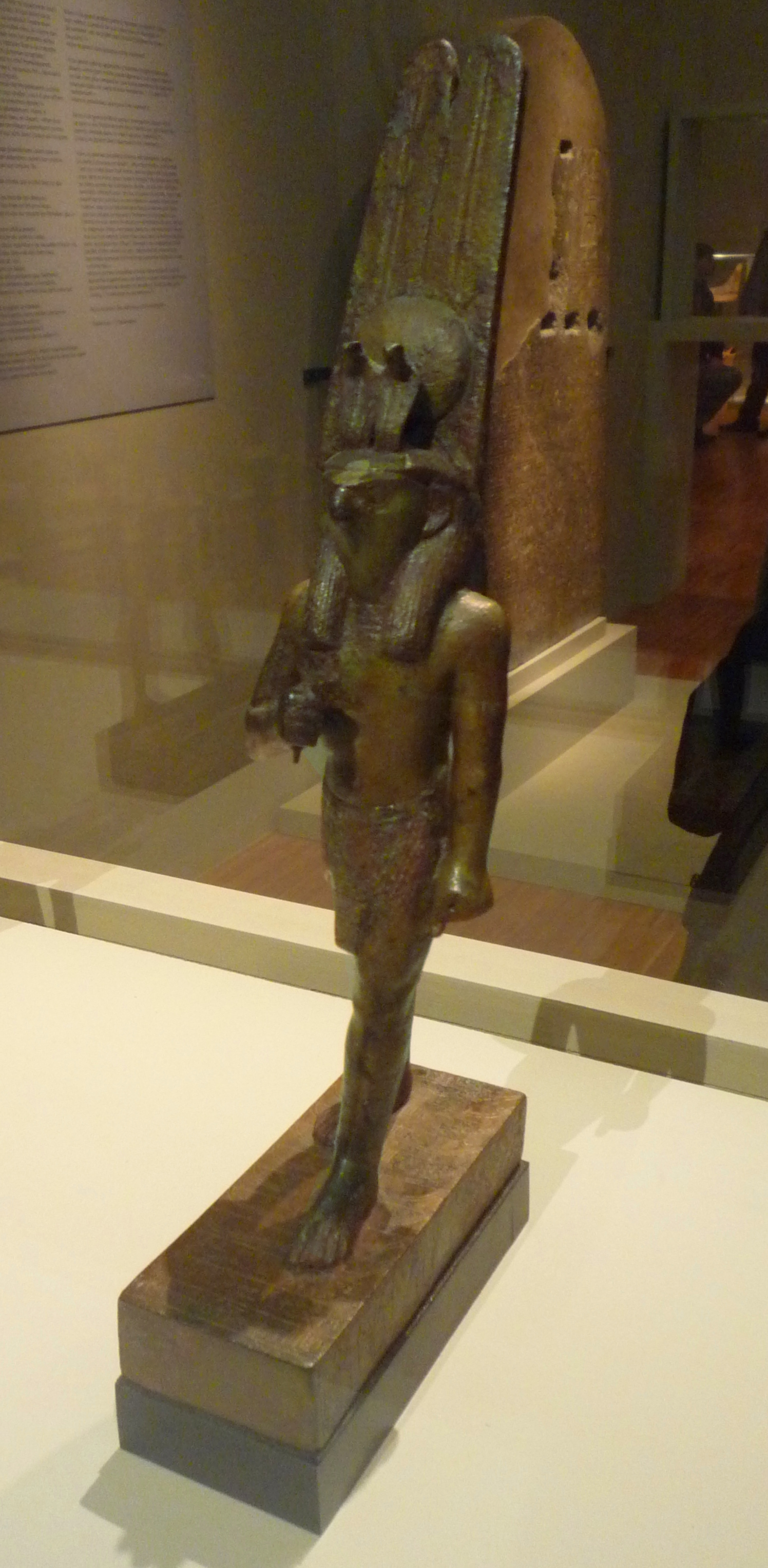
Statue de Montou-Rê lors de l'exposition Servir les dieux d'Égypte (Musée de Grenoble).